# Альфред Єнсен
 Альфре́д Анто́н Є́нсен (швед. Alfred Anton Jensen) (30 вересня 1859 — 15 вересня 1921, Відень) — шведський історик, слов'янознавець, перекладач, симпатик українського національного відродження, дійсний член Наукового Товариства ім. Шевченка у Львові і Українського Наукового Товариства в Києві.

## Біографія
Народився 30 вересня 1859 року в м. Гельсінгтуна, регіону Євлеборґ, Швеція. Навчався в Уппсальському університеті. У 1897 р. одружився з Карін Єнсен. Був референтом слов'янських літератур Нобелівського інституту при Шведській Академії наук. Автор досліджень про О. Пушкіна, М. Лєрмонтова. Перекладав шведською мовою твори Шевченка, Коцюбинського, Тургенєва, Пушкіна та інших слов'янських авторів. Німецькою мовою написав книжку про Т.Шевченка (Відень, 1916) і розвідку про І.Котляревського (Львів, 1914). Переклав шведською мовою «Тараса Бульбу» та «Майську ніч» М. Гоголя, низку поезій Т. Шевченка і збірник новел М. Коцюбинського.
У 1911 р. Єнсена обрали дійсним зарубіжним членом Наукового Товариства ім. Шевченка у Львові. Написав наукові праці про Тараса Шевченка та Україну — «Український національний скальд» (1909), «Російська література» (1912), «Тарас Шевченко. Життя українського поета» (1916), «Україна» (1919), «Слов'янська культура й література XIX століття» (1920) та інші. Листувався з Іваном Франком, дружив з Михайлом Коцюбинським, перекладав його твори. Українською мовою друковано його розвідки «Орлик у Швеції» та «Родина Войнаровських у Швеції» (в «Записках НТШ» 1909 р., т. 92). Видав 1912 року шведською мовою монографію про І.Мазепу. У 1921 р. був редактором разом з М. Грушевським та іншими збірника «Українці» шведською мовою.
Помер 15 вересня 1921 р. у Відні, похований на кладовищі Інцерсдорф. На його похороні у Відні від українського громадянства промовляв д-р Володимир Старосольський, який підкреслив заслуги покійного для української науки і відновлення добрих зв'язків між українським і шведським народами.